# Alex Iwobi
Alexander Chuka Iwobi, detto Alex Iwobi (Lagos, 3 maggio 1996), è un calciatore nigeriano con cittadinanza inglese, centrocampista del Fulham e della nazionale nigeriana.

## Biografia
Alexander Iwobi nasce a Lagos, ma si è trasferito in Inghilterra all'età di quattro anni, ed ha ottenuto il passaporto inglese. Suo zio è l'ex-giocatore nigeriano Jay Jay Okocha.
Nel luglio del 2025, è stato uno dei sei giocatori della nazionale maschile nigeriana a donare l'equivalente di un milione di naira a ciascuna delle 24 giocatrici della rosa della nazionale femminile vincitrice della Coppa d'Africa dello stesso anno.

## Caratteristiche tecniche
È un attaccante brevilineo e rapidissimo, tatticamente duttile: nato ala offensiva, viene schierato abitualmente come prima o seconda punta; all'occorrenza può essere facilmente impostato come trequartista. Giocatore dinamico ed esplosivo, sfoggia incredibili doti atletiche e fisiche, soprattutto nello scatto e nell'acquistare velocità sulla fascia di competenza, ed è dotato di corsa, spirito di sacrificio e abilità nei contropiedi; soprattutto nello scatto e nell'acquistare velocità sulla fascia di competenza, seppur non particolarmente eccelso dal punto di vista tecnico, può vantare un dribbling dal grande repertorio, che gli offre grande imprevedibilità nell'uno-contro-uno e negli affondi in area di rigore. Nel periodo all'Everton ha dato prova di essere un giocatore estremamente duttile, venendo arretrato prima come esterno sinistro di centrocampo, ruolo che ricoprirá spesso durante la seconda parte di carriera, e persino terzino sulla medesima fascia dove dimostrerà inizialmente lacune in fase difensiva migliorandole col tempo.

## Carriera

### Club

#### Arsenal
Iwobi si unisce alle giovanili dell'Arsenal quando frequentava la scuola primaria, sin dall'età di sei anni.
Ad ottobre 2015 firma il suo primo contratto da professionista con l'Arsenal, club al quale si lega fino al 2020. Il 27 ottobre 2015, Iwobi ha fatto il suo debutto con la squadra nella partita persa per 3-0 contro il Sheffield Wednesday valida per i sedicesimi di finale della Capital One Cup. Quattro giorni dopo esordisce in Premier League nella partita vinta per 3-0 contro lo Swansea al Liberty Stadium, sostituendo nei minuti di recupero Mesut Özil. Il 19 marzo 2016 parte per la prima volta titolare nella partita vinta 0-2 contro l'Everton, in cui segna la sua prima rete con la maglia dei Gunners.
Segna il suo primo gol nella stagione 2016-2017, nonché il suo primo gol in una competizione europea, il 6 dicembre 2016, nel match in trasferta vinto 4-1 contro gli svizzeri del Basilea. Il 27 maggio 2017, Iwobi vince il suo primo trofeo in carriera, grazie alla vittoria per 2-1 dell'Arsenal sul Chelsea nella finale di FA Cup.

#### Everton
L'8 agosto 2019 si trasferisce a titolo definitivo all'Everton, con cui firma un contratto quinquennale valido fino al 30 giugno 2024.

#### Fulham
Il 2 settembre 2023 viene ceduto al Fulham.

### Nazionale

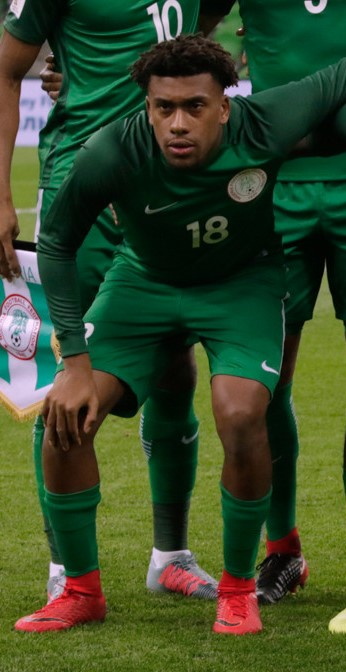
Iwobi con la nazionale nigeriana

Pur essendo stato parte delle nazionali giovanili dell'Inghilterra, Iwobi decide di legarsi alla Nazionale nigeriana, con la quale esordisce l'8 ottobre 2015 nel match contro il Congo. Il 9 ottobre 2016, a poco più di un anno dall'esordio in Nazionale maggiore, sigla il suo primo gol con la maglia della Nigeria, nel match vinto 2-0 contro la Zambia.

## Statistiche

### Presenze e reti nei club
Statistiche aggiornate al 9 maggio 2025.
| Stagione        | Squadra         | Campionato      | Campionato | Campionato | Coppe nazionali | Coppe nazionali | Coppe nazionali | Coppe continentali | Coppe continentali | Coppe continentali | Altre coppe | Altre coppe | Altre coppe | Totale | Totale |
| Stagione        | Squadra         | Comp            | Pres       | Reti       | Comp            | Pres            | Reti            | Comp               | Pres               | Reti               | Comp        | Pres        | Reti        | Pres   | Reti   |
| --------------- | --------------- | --------------- | ---------- | ---------- | --------------- | --------------- | --------------- | ------------------ | ------------------ | ------------------ | ----------- | ----------- | ----------- | ------ | ------ |
| 2015-2016       | Arsenal         | PL              | 13         | 2          | FACup+CdL       | 5+1             | 0+0             | UCL                | 2                  | 0                  | CS          | 0           | 0           | 21     | 2      |
| 2016-2017       | Arsenal         | PL              | 26         | 3          | FACup+CdL       | 3+2             | 0+0             | UCL                | 7                  | 1                  | -           | -           | -           | 38     | 4      |
| 2017-2018       | Arsenal         | PL              | 26         | 3          | FACup+CdL       | 1+5             | 0+0             | UEL                | 6                  | 0                  | CS          | 1           | 0           | 39     | 3      |
| 2018-2019       | Arsenal         | PL              | 35         | 3          | FACup+CdL       | 2+3             | 1+0             | UEL                | 11                 | 2                  | -           | -           | -           | 51     | 6      |
| Totale Arsenal  | Totale Arsenal  | Totale Arsenal  | 100        | 11         |                 | 22              | 1               |                    | 26                 | 3                  |             | 1           | 0           | 149    | 15     |
| 2019-2020       | Everton         | PL              | 25         | 1          | FACup+CdL       | 0+4             | 1+0             | -                  | -                  | -                  | -           | -           | -           | 29     | 2      |
| 2020-2021       | Everton         | PL              | 30         | 1          | FACup+CdL       | 3+3             | 0+1             | -                  | -                  | -                  | -           | -           | -           | 36     | 2      |
| 2021-2022       | Everton         | PL              | 28         | 2          | FACup+CdL       | 2+2             | 0+1             | -                  | -                  | -                  | -           | -           | -           | 32     | 3      |
| 2022-2023       | Everton         | PL              | 38         | 2          | FACup+CdL       | 1+2             | 0+0             | -                  | -                  | -                  | -           | -           | -           | 41     | 2      |
| ago. 2023       | Everton         | PL              | 2          | 0          | FACup+CdL       | 0+0             | 0+0             | -                  | -                  | -                  | -           | -           | -           | 2      | 0      |
| Totale Everton  | Totale Everton  | Totale Everton  | 123        | 6          |                 | 17              | 3               |                    | -                  | -                  |             | -           | -           | 140    | 9      |
| ago. 2023-2024  | Fulham          | PL              | 30         | 5          | FACup+CdL       | 0+3             | 0+1             | -                  | -                  | -                  | -           | -           | -           | 33     | 6      |
| 2024-2025       | Fulham          | PL              | 38         | 9          | FACup+CdL       | 4+2             | 0+0             | -                  | -                  | -                  | -           | -           | -           | 44     | 9      |
| Totale Fulham   | Totale Fulham   | Totale Fulham   | 68         | 14         |                 | 9               | 1               |                    | -                  | -                  |             | -           | -           | 77     | 15     |
| Totale carriera | Totale carriera | Totale carriera | 291        | 31         |                 | 48              | 5               |                    | 26                 | 3                  |             | 1           | 0           | 366    | 39     |

### Cronologia presenze e reti in nazionale
| Cronologia completa delle presenze e delle reti in nazionale ― Nigeria | Cronologia completa delle presenze e delle reti in nazionale ― Nigeria | Cronologia completa delle presenze e delle reti in nazionale ― Nigeria | Cronologia completa delle presenze e delle reti in nazionale ― Nigeria | Cronologia completa delle presenze e delle reti in nazionale ― Nigeria | Cronologia completa delle presenze e delle reti in nazionale ― Nigeria | Cronologia completa delle presenze e delle reti in nazionale ― Nigeria | Cronologia completa delle presenze e delle reti in nazionale ― Nigeria |
| Data                                                                   | Città                                                                  | In casa                                                                | Risultato                                                              | Ospiti                                                                 | Competizione                                                           | Reti                                                                   | Note                                                                   |
| ---------------------------------------------------------------------- | ---------------------------------------------------------------------- | ---------------------------------------------------------------------- | ---------------------------------------------------------------------- | ---------------------------------------------------------------------- | ---------------------------------------------------------------------- | ---------------------------------------------------------------------- | ---------------------------------------------------------------------- |
| 8-10-2015                                                              | Visé                                                                   | RD del Congo                                                           | 2 – 0                                                                  | Nigeria                                                                | Amichevole                                                             | -                                                                      | 57’                                                                    |
| 11-10-2015                                                             | Bruxelles                                                              | Nigeria                                                                | 3 – 0                                                                  | Camerun                                                                | Amichevole                                                             | -                                                                      | 79’                                                                    |
| 25-3-2016                                                              | Kaduna                                                                 | Nigeria                                                                | 1 – 1                                                                  | Egitto                                                                 | Qual. Coppa d'Africa 2017                                              | -                                                                      | 82’                                                                    |
| 29-3-2016                                                              | Alessandria d'Egitto                                                   | Egitto                                                                 | 1 – 0                                                                  | Nigeria                                                                | Qual. Coppa d'Africa 2017                                              | -                                                                      | 73’                                                                    |
| 27-5-2016                                                              | Le Petit-Quevilly                                                      | Nigeria                                                                | 1 – 0                                                                  | Mali                                                                   | Amichevole                                                             | -                                                                      | 74’                                                                    |
| 31-5-2016                                                              | Lussemburgo                                                            | Lussemburgo                                                            | 1 – 3                                                                  | Nigeria                                                                | Amichevole                                                             | -                                                                      | 59’                                                                    |
| 9-10-2016                                                              | Ndola                                                                  | Zambia                                                                 | 1 – 2                                                                  | Nigeria                                                                | Qual. Mondiali 2018                                                    | 1                                                                      |                                                                        |
| 12-11-2016                                                             | Uyo                                                                    | Nigeria                                                                | 3 – 1                                                                  | Algeria                                                                | Qual. Mondiali 2018                                                    | -                                                                      | 75’                                                                    |
| 23-3-2017                                                              | Londra                                                                 | Nigeria                                                                | 1 – 1                                                                  | Senegal                                                                | Amichevole                                                             | -                                                                      | 61’                                                                    |
| 1-6-2017                                                               | Saint-Leu-la-Forêt                                                     | Nigeria                                                                | 3 – 0                                                                  | Togo                                                                   | Amichevole                                                             | -                                                                      | 70’                                                                    |
| 10-6-2017                                                              | Uyo                                                                    | Nigeria                                                                | 0 – 2                                                                  | Sudafrica                                                              | Qual. Coppa d'Africa 2019                                              | -                                                                      | 59’                                                                    |
| 7-10-2017                                                              | Uyo                                                                    | Nigeria                                                                | 1 – 0                                                                  | Zambia                                                                 | Qual. Mondiali 2018                                                    | 1                                                                      | 66’                                                                    |
| 10-11-2017                                                             | Costantina                                                             | Algeria                                                                | 1 – 1                                                                  | Nigeria                                                                | Qual. Mondiali 2018                                                    | -                                                                      | 81’                                                                    |
| 14-11-2017                                                             | Krasnodar                                                              | Argentina                                                              | 2 – 4                                                                  | Nigeria                                                                | Amichevole                                                             | 2                                                                      | 87’                                                                    |
| 23-3-2018                                                              | Breslavia                                                              | Polonia                                                                | 0 – 1                                                                  | Nigeria                                                                | Amichevole                                                             | -                                                                      | 59’                                                                    |
| 27-3-2018                                                              | Londra                                                                 | Nigeria                                                                | 0 – 2                                                                  | Serbia                                                                 | Amichevole                                                             | -                                                                      | 88’                                                                    |
| 31-5-2018                                                              | Port Harcourt                                                          | Nigeria                                                                | 1 – 1                                                                  | RD del Congo                                                           | Amichevole                                                             | -                                                                      | 46’                                                                    |
| 2-6-2018                                                               | Londra                                                                 | Inghilterra                                                            | 2 – 1                                                                  | Nigeria                                                                | Amichevole                                                             | 1                                                                      |                                                                        |
| 6-6-2018                                                               | Schwechat                                                              | Nigeria                                                                | 0 – 1                                                                  | Rep. Ceca                                                              | Amichevole                                                             | -                                                                      |                                                                        |
| 16-6-2018                                                              | Kaliningrad                                                            | Croazia                                                                | 2 – 0                                                                  | Nigeria                                                                | Mondiali 2018 - 1º turno                                               | -                                                                      | 62’                                                                    |
| 22-6-2018                                                              | Volgograd                                                              | Nigeria                                                                | 2 – 0                                                                  | Islanda                                                                | Mondiali 2018 - 1º turno                                               | -                                                                      | 90’                                                                    |
| 26-6-2018                                                              | San Pietroburgo                                                        | Nigeria                                                                | 1 – 2                                                                  | Argentina                                                              | Mondiali 2018 - 1º turno                                               | -                                                                      | 90’                                                                    |
| 13-10-2018                                                             | Kaduna                                                                 | Nigeria                                                                | 4 – 0                                                                  | Libia                                                                  | Qual. Coppa d'Africa 2019                                              | -                                                                      |                                                                        |
| 16-10-2018                                                             | Sfax                                                                   | Libia                                                                  | 2 – 3                                                                  | Nigeria                                                                | Qual. Coppa d'Africa 2019                                              | -                                                                      | 90+3’                                                                  |
| 17-11-2018                                                             | Johannesburg                                                           | Sudafrica                                                              | 1 – 1                                                                  | Nigeria                                                                | Qual. Coppa d'Africa 2019                                              | -                                                                      | 90+3’                                                                  |
| 20-11-2018                                                             | Asaba                                                                  | Nigeria                                                                | 0 – 0                                                                  | Uganda                                                                 | Amichevole                                                             | -                                                                      | 75’                                                                    |
| 22-3-2019                                                              | Asaba                                                                  | Nigeria                                                                | 3 – 1                                                                  | Seychelles                                                             | Qual. Coppa d'Africa 2019                                              | -                                                                      | 72’                                                                    |
| 26-3-2019                                                              | Asaba                                                                  | Nigeria                                                                | 1 – 0                                                                  | Egitto                                                                 | Amichevole                                                             | -                                                                      | 73’                                                                    |
| 8-6-2019                                                               | Asaba                                                                  | Nigeria                                                                | 0 – 0                                                                  | Zimbabwe                                                               | Amichevole                                                             | -                                                                      |                                                                        |
| 16-6-2019                                                              | Ismailia                                                               | Senegal                                                                | 1 – 0                                                                  | Nigeria                                                                | Amichevole                                                             | -                                                                      | Uscita                                                                 |
| 22-6-2019                                                              | Alessandria d'Egitto                                                   | Nigeria                                                                | 1 – 0                                                                  | Burundi                                                                | Coppa d'Africa 2019 - 1º turno                                         | -                                                                      |                                                                        |
| 26-6-2019                                                              | Alessandria d'Egitto                                                   | Nigeria                                                                | 1 – 0                                                                  | Guinea                                                                 | Coppa d'Africa 2019 - 1º turno                                         | -                                                                      | 78’                                                                    |
| 30-6-2019                                                              | Alessandria d'Egitto                                                   | Madagascar                                                             | 2 – 0                                                                  | Nigeria                                                                | Coppa d'Africa 2019 - 1º turno                                         | -                                                                      | 59’                                                                    |
| 6-7-2019                                                               | Alessandria d'Egitto                                                   | Nigeria                                                                | 3 – 2                                                                  | Camerun                                                                | Coppa d'Africa 2019 - Ottavi di finale                                 | 1                                                                      | 90+1’                                                                  |
| 10-7-2019                                                              | Il Cairo                                                               | Nigeria                                                                | 2 – 1                                                                  | Sudafrica                                                              | Coppa d'Africa 2019 - Quarti di finale                                 | -                                                                      | 90+3’                                                                  |
| 14-7-2019                                                              | Il Cairo                                                               | Algeria                                                                | 2 – 1                                                                  | Nigeria                                                                | Coppa d'Africa 2019 - Semifinale                                       | -                                                                      |                                                                        |
| 17-7-2019                                                              | Il Cairo                                                               | Tunisia                                                                | 0 – 1                                                                  | Nigeria                                                                | Coppa d'Africa 2019 - Finale 3º posto                                  | -                                                                      |                                                                        |
| 10-9-2019                                                              | Dnipropetrovsk                                                         | Ucraina                                                                | 2 – 2                                                                  | Nigeria                                                                | Amichevole                                                             | -                                                                      | 69’                                                                    |
| 13-10-2019                                                             | Singapore                                                              | Brasile                                                                | 1 – 1                                                                  | Nigeria                                                                | Amichevole                                                             | -                                                                      | 84’                                                                    |
| 13-11-2019                                                             | Uyo                                                                    | Nigeria                                                                | 2 – 1                                                                  | Benin                                                                  | Qual. Coppa d'Africa 2021                                              | -                                                                      |                                                                        |
| 17-11-2019                                                             | Maseru                                                                 | Lesotho                                                                | 2 – 4                                                                  | Nigeria                                                                | Qual. Coppa d'Africa 2021                                              | 1                                                                      |                                                                        |
| 9-10-2020                                                              | Klagenfurt                                                             | Nigeria                                                                | 0 – 1                                                                  | Algeria                                                                | Amichevole                                                             | -                                                                      | 85’                                                                    |
| 13-10-2020                                                             | Abuja                                                                  | Nigeria                                                                | 1 – 1                                                                  | Tunisia                                                                | Amichevole                                                             | -                                                                      | 55’ 76’                                                                |
| 13-11-2020                                                             | Benin City                                                             | Nigeria                                                                | 4 – 4                                                                  | Sierra Leone                                                           | Qual. Coppa d'Africa 2021                                              | 2                                                                      |                                                                        |
| 17-11-2020                                                             | Freetown                                                               | Sierra Leone                                                           | 0 – 0                                                                  | Nigeria                                                                | Qual. Coppa d'Africa 2021                                              | -                                                                      |                                                                        |
| 30-3-2021                                                              | Abeokuta                                                               | Nigeria                                                                | 3 – 0                                                                  | Lesotho                                                                | Qual. Coppa d'Africa 2021                                              | -                                                                      |                                                                        |
| 3-6-2021                                                               | Wiener Neustadt                                                        | Nigeria                                                                | 0 – 1                                                                  | Camerun                                                                | Amichevole                                                             | -                                                                      |                                                                        |
| 8-6-2021                                                               | Wiener Neustadt                                                        | Camerun                                                                | 0 – 0                                                                  | Nigeria                                                                | Amichevole                                                             | -                                                                      |                                                                        |
| 3-9-2021                                                               | Lagos                                                                  | Nigeria                                                                | 2 – 0                                                                  | Liberia                                                                | Qual. Mondiali 2022                                                    | -                                                                      | 85’                                                                    |
| 13-11-2021                                                             | Monrovia                                                               | Liberia                                                                | 0 – 2                                                                  | Nigeria                                                                | Qual. Mondiali 2022                                                    | -                                                                      | 62’                                                                    |
| 16-11-2021                                                             | Lagos                                                                  | Nigeria                                                                | 1 – 1                                                                  | Capo Verde                                                             | Qual. Mondiali 2022                                                    | -                                                                      |                                                                        |
| 11-1-2022                                                              | Garoua                                                                 | Nigeria                                                                | 1 – 0                                                                  | Egitto                                                                 | Coppa d'Africa 2021 - 1º turno                                         | -                                                                      | 90+1’                                                                  |
| 15-1-2022                                                              | Garoua                                                                 | Nigeria                                                                | 3 – 1                                                                  | Sudan                                                                  | Coppa d'Africa 2021 - 1º turno                                         | -                                                                      | 46’                                                                    |
| 19-1-2022                                                              | Garoua                                                                 | Guinea-Bissau                                                          | 0 – 2                                                                  | Nigeria                                                                | Coppa d'Africa 2021 - 1º turno                                         | -                                                                      |                                                                        |
| 23-1-2022                                                              | Garoua                                                                 | Nigeria                                                                | 0 – 1                                                                  | Tunisia                                                                | Coppa d'Africa 2021 - Ottavi di finale                                 | -                                                                      | 59’ 66’                                                                |
| 28-5-2022                                                              | Arlington                                                              | Messico                                                                | 2 – 1                                                                  | Nigeria                                                                | Amichevole                                                             | -                                                                      |                                                                        |
| 3-6-2022                                                               | Harrison                                                               | Ecuador                                                                | 1 – 0                                                                  | Nigeria                                                                | Amichevole                                                             | -                                                                      |                                                                        |
| 9-6-2022                                                               | Abuja                                                                  | Nigeria                                                                | 2 – 1                                                                  | Sierra Leone                                                           | Qual. Coppa d'Africa 2023                                              | 1                                                                      |                                                                        |
| 13-6-2022                                                              | Agadir                                                                 | São Tomé e Príncipe                                                    | 0 – 10                                                                 | Nigeria                                                                | Qual. Coppa d'Africa 2023                                              | -                                                                      |                                                                        |
| 27-9-2022                                                              | Bir El Djir                                                            | Algeria                                                                | 2 – 1                                                                  | Nigeria                                                                | Amichevole                                                             | -                                                                      |                                                                        |
| 17-11-2022                                                             | Lisbona                                                                | Portogallo                                                             | 4 – 0                                                                  | Nigeria                                                                | Amichevole                                                             | -                                                                      |                                                                        |
| 24-3-2023                                                              | Abuja                                                                  | Nigeria                                                                | 0 – 1                                                                  | Guinea-Bissau                                                          | Qual. Coppa d'Africa 2023                                              | -                                                                      |                                                                        |
| 27-3-2023                                                              | Bissau                                                                 | Guinea-Bissau                                                          | 0 – 1                                                                  | Nigeria                                                                | Qual. Coppa d'Africa 2023                                              | -                                                                      |                                                                        |
| 18-6-2023                                                              | Monrovia                                                               | Sierra Leone                                                           | 2 – 3                                                                  | Nigeria                                                                | Qual. Coppa d'Africa 2023                                              | -                                                                      |                                                                        |
| 13-10-2023                                                             | Portimão                                                               | Arabia Saudita                                                         | 2 – 2                                                                  | Nigeria                                                                | Amichevole                                                             | -                                                                      | 78’                                                                    |
| 16-10-2023                                                             | Albufeira                                                              | Mozambico                                                              | 2 – 3                                                                  | Nigeria                                                                | Amichevole                                                             | -                                                                      | 75’                                                                    |
| 16-11-2023                                                             | Uyo                                                                    | Nigeria                                                                | 1 – 1                                                                  | Lesotho                                                                | Qual. Mondiali 2026                                                    | -                                                                      |                                                                        |
| 19-11-2023                                                             | Butare                                                                 | Zimbabwe                                                               | 1 – 1                                                                  | Nigeria                                                                | Qual. Mondiali 2026                                                    | -                                                                      |                                                                        |
| 8-1-2024                                                               | Abu Dhabi                                                              | Guinea                                                                 | 2 – 0                                                                  | Nigeria                                                                | Amichevole                                                             | -                                                                      | 73’                                                                    |
| 14-1-2024                                                              | Abidjan                                                                | Nigeria                                                                | 1 – 1                                                                  | Guinea Equatoriale                                                     | Coppa d'Africa 2023 - 1º turno                                         | -                                                                      | 90+4’                                                                  |
| 18-1-2024                                                              | Abidjan                                                                | Costa d'Avorio                                                         | 0 – 1                                                                  | Nigeria                                                                | Coppa d'Africa 2023 - 1º turno                                         | -                                                                      |                                                                        |
| 22-1-2024                                                              | Abidjan                                                                | Guinea-Bissau                                                          | 0 – 1                                                                  | Nigeria                                                                | Coppa d'Africa 2023 - 1º turno                                         | -                                                                      | 63’                                                                    |
| 27-1-2024                                                              | Abidjan                                                                | Nigeria                                                                | 2 – 0                                                                  | Camerun                                                                | Coppa d'Africa 2023 - Ottavi di finale                                 | -                                                                      |                                                                        |
| 2-2-2024                                                               | Abidjan                                                                | Nigeria                                                                | 1 – 0                                                                  | Angola                                                                 | Coppa d'Africa 2023 - Quarti di finale                                 | -                                                                      | 80’                                                                    |
| 7-2-2024                                                               | Bouaké                                                                 | Nigeria                                                                | 1 – 1 dts (4 – 2 dtr)                                                  | Sudafrica                                                              | Coppa d'Africa 2023 - Semifinale                                       | -                                                                      |                                                                        |
| 11-2-2024                                                              | Abidjan                                                                | Nigeria                                                                | 1 – 2                                                                  | Costa d'Avorio                                                         | Coppa d'Africa 2023 - Finale                                           | -                                                                      | 79’                                                                    |
| 22-3-2024                                                              | Marrakech                                                              | Ghana                                                                  | 1 – 2                                                                  | Nigeria                                                                | Amichevole                                                             | -                                                                      |                                                                        |
| 26-3-2024                                                              | Marrakech                                                              | Mali                                                                   | 2 – 0                                                                  | Nigeria                                                                | Amichevole                                                             | -                                                                      |                                                                        |
| 7-6-2024                                                               | Uyo                                                                    | Nigeria                                                                | 1 – 1                                                                  | Sudafrica                                                              | Qual. Mondiali 2026                                                    | -                                                                      |                                                                        |
| 10-6-2024                                                              | Abidjan                                                                | Benin                                                                  | 2 – 1                                                                  | Nigeria                                                                | Qual. Mondiali 2026                                                    | -                                                                      | 51’                                                                    |
| 7-9-2024                                                               | Uyo                                                                    | Nigeria                                                                | 3 – 0                                                                  | Benin                                                                  | Qual. Coppa d'Africa 2025                                              | -                                                                      | 63’                                                                    |
| 11-10-2024                                                             | Uyo                                                                    | Nigeria                                                                | 1 – 0                                                                  | Libia                                                                  | Qual. Coppa d'Africa 2025                                              | -                                                                      | 74’                                                                    |
| 14-11-2024                                                             | Abidjan                                                                | Benin                                                                  | 1 – 1                                                                  | Nigeria                                                                | Qual. Coppa d'Africa 2025                                              | -                                                                      | 72’                                                                    |
| 21-3-2025                                                              | Kigali                                                                 | Ruanda                                                                 | 0 – 2                                                                  | Nigeria                                                                | Qual. Mondiali 2026                                                    | -                                                                      | 90’                                                                    |
| 25-3-2025                                                              | Uyo                                                                    | Nigeria                                                                | 1 – 1                                                                  | Zimbabwe                                                               | Qual. Mondiali 2026                                                    | -                                                                      | 78’                                                                    |
| Totale                                                                 |                                                                        | Presenze (6º posto)                                                    | 85                                                                     |                                                                        | Reti                                                                   | 10                                                                     |                                                                        |

## Palmarès

### Club

#### Competizioni nazionali
- Coppa d'Inghilterra: 1

Arsenal: 2016-2017
- Community Shield: 2

Arsenal: 2015, 2017